# Мейден
Мейден (нід. Muiden, нід. вимова: [ˈmœydə(n)] ( прослухати)) — місто в нідерландській провінції Північна Голландія. Входить до муніципалітету Гойсе-Мерен.
Його площа становить 13,07 км², а населення станом на 2021 рік складало 7 200 осіб.
До 2016 року мало статус окремого муніципалітету.

## Пороховий завод
1702 року було прийняте рішення про виведення небезпечного виробництва пороху за межі Амстердама і того ж року нові виробничі потужності були зведені західніше Мейдена. Виробництво тут існувало до 1919 року, а згодом було відновлене 1922 року, після чого неодноразово розширювалося.
Протягом усієї історії існування вибухонебезпечного виробництва у Мейдені регулярно відбувалися інциденти, що призводили до людських жертв, а нерідко й до руйнування міських будівель неподалік. Після чергової пожежі у складських приміщеннях 2001 року було прийняте рішення про закриття заводу.

## Галерея

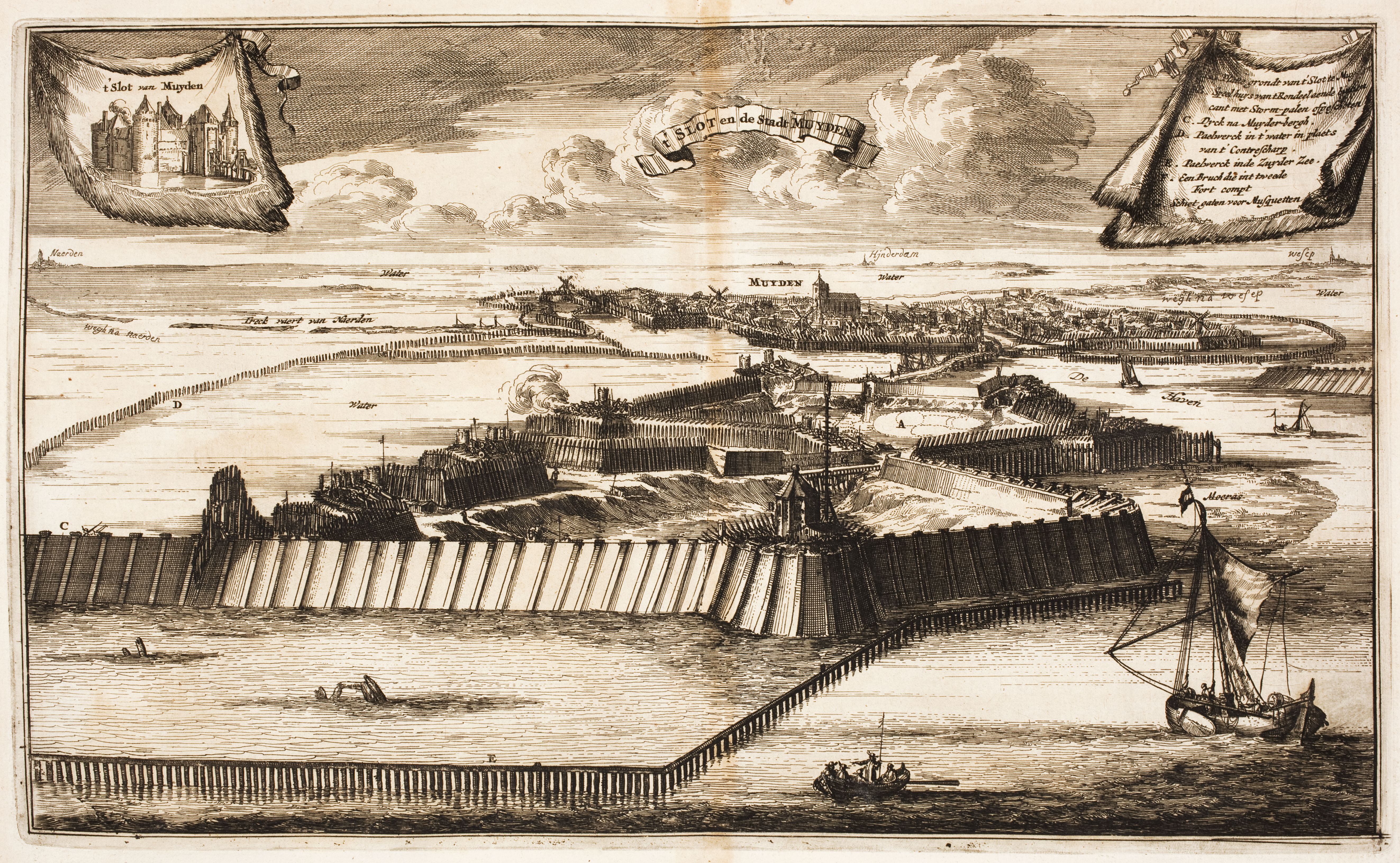
Фортифікації Мейдена як частина Голландської водної лінії
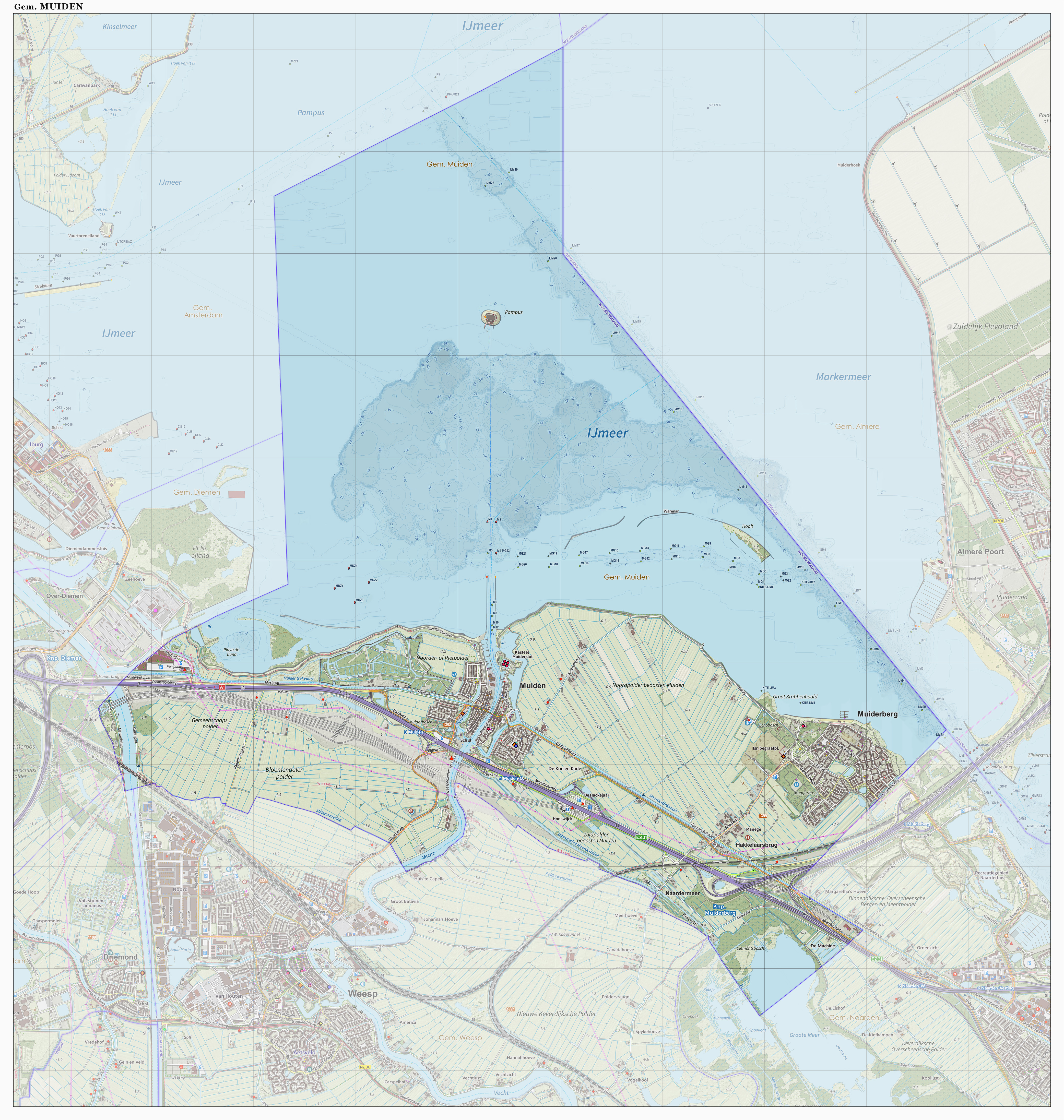
Карта колишнього муніципалітету Мейден, червень 2015
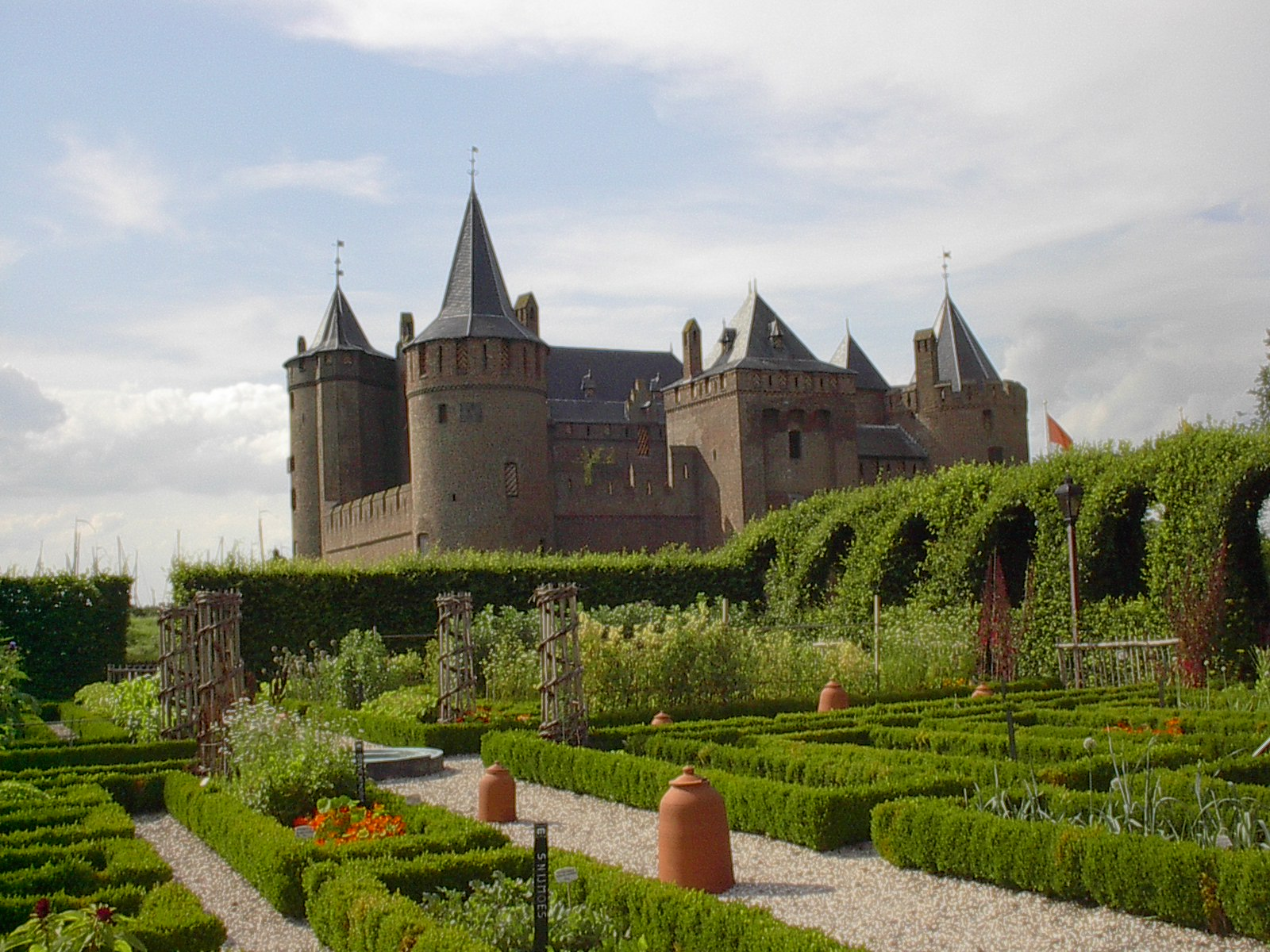
Замок Мейдерслот
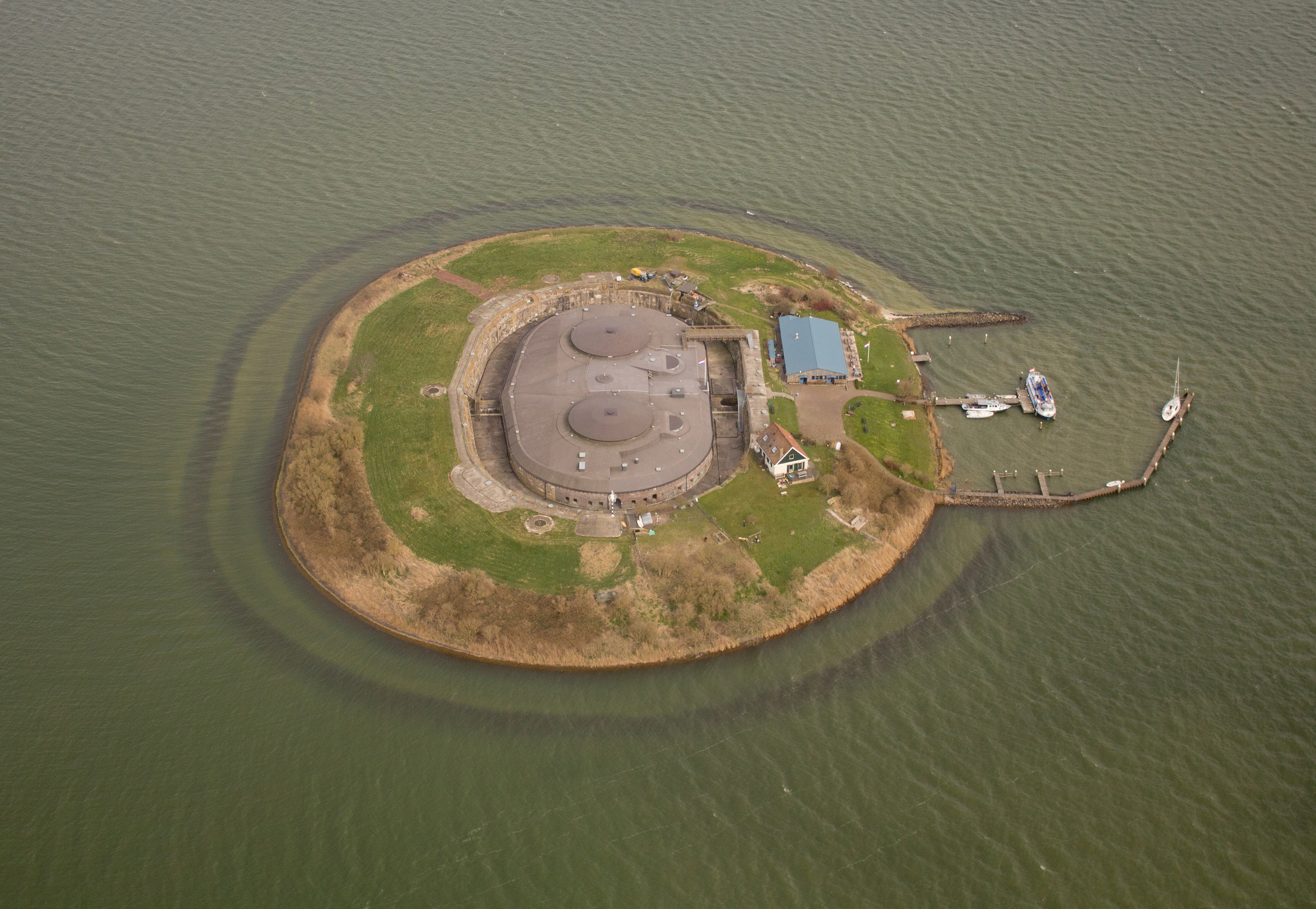
Форт Пампус